# ارنی بارباراش
ارنی بارباراش (به انگلیسی: Ernie Barbarash) یک کارگردان فیلم اهل ایالات متحده آمریکا است.
از فیلم‌های معروف این کارگردان می‌توان به بازی‌های ترور (۲۰۱۱)، شش گلوله (۲۰۱۲)، قدرت شاهین (۲۰۱۴) و یک تکه گوشت (۲۰۱۵) اشاره کرد.
ارنی بارباراش سه فیلم از فیلم‌های ژان-کلود ون دام را کارگردانی کرده‌است.

## کارگردانی
- مکعب صفر (۲۰۰۴)
- آوای ارواح: بازگشت به خانه (۲۰۰۷)
- آن‌ها منتظرند (۲۰۰۷)
- سخت‌افزار (۲۰۰۹)
- خانه سنگی (۲۰۱۰)
- لحظه انتقام (۲۰۱۱)
- بازی‌های ترور (۲۰۱۱)
- شش گلوله (۲۰۱۲)
- فرصت دوباره (۲۰۱۳)
- خواندن و نوشتن یک داستان عاشقانه (۲۰۱۳)
- قدرت شاهین (۲۰۱۴)
- یک تکه گوشت (۲۰۱۵)
- قدیس (۲۰۱۷)
- زمستان رویال (۲۰۱۷)
- وارث کریسمس (۲۰۱۷)
- آدم‌ربایی (۲۰۱۹)
- تعطیلات در طبیعت (۲۰۱۹)
- کریسمس در روم (۲۰۱۹)
- موج گرما (۲۰۲۲)